# Atesta centroaustralica
Atesta centroaustralica är en skalbaggsart som beskrevs av Wang 1993. Atesta centroaustralica ingår i släktet Atesta och familjen långhorningar. Inga underarter finns listade.